# Augenbrauenstift

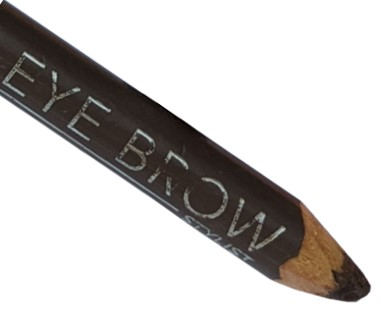
Augenbrauenstifte werden verwendet, um die Augenbrauen zu betonen.

Augenbrauenstifte werden in der Kosmetik verwendet, um die Augenbrauen zu betonen.
Erste Augenbrauenstifte der Marke Schwan wurden 1927 auf den Markt gebracht. Diese von dem Bleistiftproduzenten August und Erich Schwanhäußer erfundenen Kosmetikstifte waren eine Variante eines um 1918 für das Aufmalen der Operationsstelle bei chirurgischen Operationen auf Haut entwickelten Stiftes.

## Anwendung
Augenbrauenstifte werden angewendet, um den Augenbrauen Farbe zu geben und die Augenbrauen zu korrigieren.
Nachdem die Augenbrauen mit einem Bürstchen nach oben und außen gestrichen wurden, werden mit dem Augenbrauenstift die Lücken der Augenbrauen verdichtet. Dafür werden die Brauen fein nachgestrichen. Bei Bedarf lässt sich auch das äußere Ende der Augenbraue optisch etwas verlängern. Damit sich die Farbe des Augenbrauenstiftes mit den Härchen verbindet, wird anschließend erneut von innen nach außen mit dem Bürstchen gestrichen.

## Inhaltsstoffe

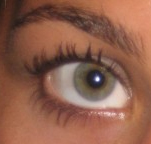
Augenbrauen nach Anwendung eines Augenbrauenstiftes.

Augenbrauenstifte bestehen aus fettbasierten, farbgebenden Pigmenten, wie z. B. Umbra.

## Handelsformen
Augenbrauenstifte können als bleistiftähnliche Produkte (Crayons) oder als Schminkstifte in Hüllen mit einer Drehmechanik erhalten werden.